# Brookwood (Surrey)
Brookwood – wieś w południowej Anglii, w hrabstwie Surrey, w dystrykcie Woking. Leży 42 km na południowy zachód od centrum Londynu. W 2011 roku liczyła 1395 mieszkańców.
W sąsiedztwie miejscowości znajduje się największy cmentarz w Wielkiej Brytanii, Brookwood Cemetery, otwarty w 1854 roku. W momencie otwarcia był to największy cmentarz na świecie. Miał wtedy własne bezpośrednie połączenie kolejowe z Londynem (London Necropolis Railway). Na cmentarzu pochowanych zostało ponad 235 tys. osób.
12 kwietnia 1946 zmarł tu Marian Zyndram-Kościałkowski były premier oraz prezydent miasta stołecznego Warszawa.